# Tam-Tam (album)
Tam-Tam - album francuskiej piosenkarki Amandy Lear, wydany w 1983 roku.

## Ogólne informacje
Tam-Tam to szósty studyjny album piosenkarki i zarazem ostatnia płyta nagrana dla wytwórni Ariola. Wydawnictwo ukazało się w grudniu 1983 roku - głównie po to, by wypełnić warunki kontraktu Amandy Lear z wytwórnią. Był to jej pierwszy album, przy którym nie współpracowała z niemieckim producentem Anthonym Monnem w Monachium. Tym razem produkcję objął Roberto Cacciapaglia.
Stylistycznie płyta odbiegała od poprzednich wydawnictw Amandy Lear. Zawierała piosenki o surowych nowofalowych aranżacjach, nawiązujące do afrykańskich brzmień ludowych. Do pewnego stopnia jest to album koncepcyjny: teksty piosenek nawiązują głównie do praktyk voodoo i opowiadają historię afrykańskiej dziewczyny. Taki charakter albumu podkreśla okładka, która przedstawia Amandę Lear wystylizowaną na afrykańską szamankę.
Z powodu złych stosunków pomiędzy Amandą Lear i Ariola Records, wytwórnia słabo promowała płytę. Jedynie włoski oddział Arioli wydał dwa single, które jednak nie odniosły większego sukcesu. Dlatego komercyjnie płyta poniosła klęskę i sprzedała się bardzo źle wszędzie oprócz Włoszech. Piosenki z tej płyty Amanda Lear wykonywała we włoskim programie Premiatissima, którego była wówczas prowadzącą.
Album został wydany tylko na winylu i kasecie magnetofonowej. Nie ukazał się jeszcze na krążku CD. Obecnym właścicielem nagrań jest firma Sony BMG Music Entertainment. Nie jest znana data wydania albumu na płycie kompaktowej przez tę wytwórnię.

## Lista utworów
Strona A:
1. "Tam Tam" - 3:37
2. "Bewitched" - 4:32
3. "Wicked Lady" - 4:27
4. "No Regrets" - 4:28

Strona B:
1. "Magic" - 4:14
2. "It's All Over" - 3:39
3. "Gipsy Man" - 4:29
4. "Music Is" - 3:36

## Single z płyty
- 1983: "No Regrets"
- 1983: "Bewitched" (singel promocyjny)